# اعتراف (مجموعه تلویزیونی)
اعتراف (به انگلیسی: Confess) سریال درام آمریکایی به کارگردانی و نویسندگی الیسا داون است که در سال ۲۰۱۷ منتشر شده و بر اساس رمانی به همین نام نوشتهٔ کالین هوور است.